# Krizia
Krizia, pseudonimo di Maria Mandelli, detta Mariuccia (Bergamo, 31 gennaio 1925 – Milano, 6 dicembre 2015), è stata una stilista e imprenditrice italiana, tra le più famose creatrici di moda.
Il nome Krizia riprende il titolo dell'ultimo Dialogo incompiuto di Platone (Κριτίας, incentrato sulla vanità femminile).

## Biografia
Nata a Bergamo nel 1925, fin da giovane nutre un'incontenibile passione per la moda, dimostrando precocemente una particolare attitudine per il taglio, il cucito e l'ideazione di capi d'abbigliamento.
Studia in Svizzera e, spinta da una zia, tenta il concorso per diventare insegnante. Divenuta maestra elementare, lascia la cattedra per aprire un laboratorio a Milano, dove, con l'amica Flora Dolci, inizia a produrre gonne e vestiti semplici, dalla linea essenziale e fresca.
La prima volta che Krizia (nome preso in prestito da uno dei dialoghi di Platone sulla vanità femminile) si presenta con i suoi modelli ad una manifestazione pubblica è al SAMIA nel 1957, arrivando alla prima sfilata nel 1964 a Palazzo Pitti a Firenze con una collezione di “rottura”, tutta in bianco e nero, grazie alla quale vince il premio "Critica della moda”, in precedenza conferito solamente ad Emilio Pucci. Scrive di lei Elsa Robiola,  figura-chiave della storia del giornalismo di moda italiano: la giornalista, in un articolo sulla manifestazione, segnala la nuova casa di moda, che presenta idee giovani.
Nella seconda metà degli anni sessanta, contribuisce a far sì che le presentazioni delle collezioni si spostino da Firenze a Milano, la quale diventerà così la capitale della moda e del prêt-à-porter italiano.
Verso la fine degli anni sessanta sposa Aldo Pinto. Nello stesso periodo dà vita sia a Kriziamaglia, per la quale vengono inaugurati nuovi spazi produttivi a Sesto Ulteriano nel comune di San Giuliano Milanese, sia a Kriziababy, con un proprio stabilimento nel bergamasco. Nel 1971, quando la moda prevedeva solo il maxi ed il midi, presenta una collezione di pantaloncini cortissimi (hot pants), con i quali, a Capri, si aggiudica il premio “Tiberio d'oro”. Gli accostamenti arditi, l'uso di materiali insoliti come la gomma, il sughero e l'anguilla, e le forme audaci le valgono il soprannome di "Crazy Krizia", assegnatole dalla stampa americana. Negli anni settanta viene siglato un accordo con la Italo Cremona per la produzione di occhiali a marchio Krizia.
Al 1978 risale l'accordo con la Florbath per la produzione di fragranze. Nel 1980 debutta il primo profumo, K de Krizia, con boccetta disegnata da Pierre Dinand e traccia olfattiva firmata da Maurice Roucel. Negli anni seguiranno, fra gli altri, i profumi Krizia Uomo (1983) e Teatro alla Scala by Krizia (1986). Nel 1982 fa parte di un gruppo di otto stilisti internazionali inviati dal MIT di Cambridge alla mostra "Intimate architecture: contemporary clothing design". Nel 1984 acquista dalla Montecatini il Palazzetto Melzi D'Eril, al civico 19 della milanese via Manin e, nel 1985, vi trasferisce la sede dell'azienda, gli atelier e lo showroom. Nelle adiacenze del nuovo headquarter, al civico 21, apre lo Spazio Krizia, un teatro progettato per ospitare sfilate, presentazioni ed eventi culturali. Nello stesso anno diventa socia della casa editrice La Tartaruga.
Nel 1986, insieme ai colleghi Giorgio Armani, Gianfranco Ferré, Gianni Versace e Valentino Garavani, riceve dal presidente della Repubblica Francesco Cossiga la nomina a commendatore della Repubblica Italiana. Nel 1988 lancia la linea Krizia Uomo. Inaugura il K Club sull'isola di Barbuda, resort che per diverse stagioni fu scelto come meta delle vacanze dai reali inglesi. Da un accordo con il gruppo Miroglio di Alba nasce la linea a taglie conformate Per te by Krizia, a cui, negli anni, seguirà la linea Per te Aktive by Krizia, destinata ad una clientela più giovane. Negli anni novanta è fra gli indagati di Mani pulite, accusata di aver versato tangenti alla Guardia di Finanza. Nel 1998 la Corte d'appello la assolve con formula piena.
Nel 1995, alla Triennale di Milano, viene presentata la retrospettiva "Krizia. Una storia" per celebrare i quarant'anni di lavoro della stilista. Nel 1999, la New York University le apre, per la prima volta ad un fashion designer, la sua Grey Art Gallery, ospitando l'exhibition “Krizia”, con le scenografie di Dante Ferretti. Nello stesso anno porta online la sfilata di presentazione della proposte per la primavera-estate 2000. La Morris Profumi di Parma diventa nuova licenziataria per la linea di profumeria: sono introdotte nel mercato nuove fragranze, fra cui Eau de Krizia e le due versioni, maschile e femminile, di Istinto. Nel 2001 il Museo d'arte contemporanea di Tokyo ospita la mostra “Krizia Moving Shapes”, che racconta il lavoro di quasi mezzo secolo.
Dai primi anni del duemila collabora con giovani talenti per la progettazione delle collezioni. Fra i più noti, Alber Elbaz, Jean Paul-Knott, Hamish Morrow, Giambattista Valli e Gianluca Capannolo. Per diversi anni, la Miriade S.p.A. in collaborazione con la Krizia S.p.A. produce una linea di accessori (borse, cinture, scarpe) per la seconda linea della maison, KRIZIAPOI. Il target di riferimento è giovane e i prodotti sono freschi e modaioli. In collaborazione con The First S.p.A, nuovo licenziatario per le linee di profumeria, a fine 2012 sono annunciati il restyling ed il rilancio delle due storiche fragranze della Maison, K de Krizia e Krizia Uomo. Nel 2013 debutta Krizia Teen, collezione pensata per le più giovani.
Muore nella serata del 6 dicembre 2015, colta da un improvviso malore nella sua abitazione di Milano. Dopo tre giorni il funerale nella chiesa di San Agnello in via della Moscova a Milano; riposa accanto al marito nel cimitero di Buguggiate.

## Riconoscimenti
- Critica della Moda - Firenze - 1964
- I Magnifici Sette - Pavia - 1969
- Tiberio d'Oro - Capri - 1971
- Premio Umberto Biancamano - Milano - 1982 (riconoscimento attribuito a persone distintesi in campo politico, artistico e culturale per la rilevanza del contributo dato al consolidamento in Italia del concetto di Unità Europeo)
- The Best Six - Tokyo 1984
- Premio Città di Sanremo - Sanremo 1984
- Nomina a Commendatore della Repubblica Italiana - Roma -1986
- Premio Minerva - Roma -1986
- Night of Stars - New York - 1987
- Premio Waterman Forum - Milano - 1988
- Donna Ideale Leader - Saint Vincent -1988
- Premio Accademia del Profumo - Bologna -1990
- Premio Ars et Labor Europa - Milano -1991
- Premio Aisl - Milano -1991
- Premio Donna e Società - Bergamo -1991
- Premio Categoria Industria 1993 per il packaging- Milano
- Premio Maschera D'Oro 1996 alla carriera
- Premio “Giuseppe Verdi. Una vita per la musica” - 2000
- Premio “Isimbardi per la Moda” – Milano 2001
- Premio “Sigillo Longobardo” - Milano 2002
- Onorificenza “Paul Harris” – Bergamo – 2006
- Rosa Camuna – Milano 2010

## Spazio Krizia
Lo Spazio Krizia è stato un teatro polifunzionale progettato da Piero Pinto nel cortile delle carrozze del Palazzetto Melzi d'Eril, al civico 21 di via Daniele Manin a Milano. In grado di accogliere oltre seicento persone, era uno spazio flessibile e facilmente trasformabile grazie ad un sistema di soppalchi e pedane mobili. Dal 1985, anno dell'inaugurazione, per circa 30 anni ha ospitato le sfilate delle collezioni Krizia e numerosi eventi, aperti principalmente a scrittori, musicisti e designer: Ettore Sottsass, Isabel Allende, David Leavitt, Sting, Dario Fo, Bořek Šípek, Ingo Maurer e Catherine Dunne sono solo alcuni degli ospiti saliti sul palco del teatro.

## Curiosità
- Krizia era cognata di Francesco Rosi e quindi zia di Carolina Rosi, ultima moglie di Luca De Filippo.

## Onorificenze
- Nel 2016 il comune di Milano ha deciso che il suo nome venga iscritto nel famedio di Milano, all'interno del cimitero monumentale.[7]